# Чистец приморский
Чистец приморский (лат. Stáchys maritima) — вид полукустарников рода Чистец (Stachys) семейства Яснотковые (Lamiaceae).

## Распространение и экология
Распространён в Средиземноморье и на побережье Чёрного моря.
Растёт по морскому побережью, на песках.

## Ботаническое описание
Растение высотой 10—20 см. Стебли изогнутые, от основания ветвистые.
Прикорневые и нижние стеблевые листья овально-лопатчатые, длиной 2,5—3,5 см, шириной 1,5—2 см, по краю мелкогородчатые, на тонких длинных черешках, длиной 4—5 см; верхние стеблевые — продолговатые, короткочерешковые или сидячие.
Соцветие из 4—6-цветковых мутовок, у основания расставленных, к верхушке сближенных; прицветники почти недоразвитые, щетиновидные; чашечка трубчато-колольчатая, длиной 5—6 мм, с ланцетными зубцами; венчик светло-жёлтый.
Орешки широко-округло-треугольные, мелкоячеистые.

## Классификация

### Таксономия
Вид Чистец приморский входит в род Чистец (Stachys) подсемейства Яснотковые (Lamioideae) семейства Яснотковые (Lamiaceae) порядка Ясноткоцветные (Lamiales).
|  |                                      |  |                                                             |                                                             |                      |  | ещё около 20 семейств (согласно Системе APG II) | ещё около 20 семейств (согласно Системе APG II) |                         |  |  |  | ещё около 35 родов  | ещё около 35 родов    |  |  |
|  |                                      |  |                                                             |                                                             |                      |  | ещё около 20 семейств (согласно Системе APG II) | ещё около 20 семейств (согласно Системе APG II) |                         |  |  |  | ещё около 35 родов  | ещё около 35 родов    |  |  |
|  |                                      |  |                                                             | порядок Ясноткоцветные                                      |                      |  |                                                 |                                                 | подсемейство Яснотковые |  |  |  |                     | вид Чистец приморский |  |  |
|  |                                      |  |                                                             | порядок Ясноткоцветные                                      |                      |  |                                                 |                                                 | подсемейство Яснотковые |  |  |  |                     | вид Чистец приморский |  |  |
|  | отдел Цветковые, или Покрытосеменные |  |                                                             |                                                             | семейство Яснотковые |  |                                                 |                                                 | род Чистец              |  |  |  |                     |                       |  |  |
|  | отдел Цветковые, или Покрытосеменные |  |                                                             |                                                             |                      |  |                                                 |                                                 |                         |  |  |  |                     |                       |  |  |
|  |                                      |  | ещё 44 порядка цветковых растений (согласно Системе APG II) | ещё 44 порядка цветковых растений (согласно Системе APG II) |                      |  |                                                 | ещё 7 подсемейств                               | ещё 7 подсемейств       |  |  |  | ещё более 300 видов |                       |  |  |
|  |                                      |  |                                                             | ещё 44 порядка цветковых растений (согласно Системе APG II) |                      |  |                                                 |                                                 | ещё 7 подсемейств       |  |  |  |                     |                       |  |  |